# Cerro Gordo County
Das Cerro Gordo County ist ein County im US-amerikanischen Bundesstaat Iowa. Im Jahr 2020 hatte das County 43.127 Einwohner und eine Bevölkerungsdichte von 29,3 Einwohnern pro Quadratkilometer. Der Verwaltungssitz (County Seat) ist Mason City.

## Geografie
Das County liegt im Norden Iowas, etwa 180 km westlich des die Grenze zu Wisconsin bildenden Mississippi. Die Grenze zu Minnesota verläuft rund 30 km nördlich.
Das Cerro Gordo County hat eine Fläche von 1490 Quadratkilometern, wovon 18 Quadratkilometer Wasserfläche sind.
Durchflossen wird das County vom Winnebago River und vom Shell Rock River, die über den Cedar River und den Iowa River zum Stromgebiet des Mississippi gehören.
An das Cerro Gordo County grenzen folgende Nachbarcountys:
| Winnebago County | Worth County    | Mitchell County |
| Hancock County   |                 | Floyd County    |
| Wright County    | Franklin County | Butler County   |

## Verkehr
Durch das County verläuft in Nord-Süd-Richtung die Interstate 35 und der U.S. Highway 65, sowie in Ost-West-Richtung der U.S. Highway 18.

## Geschichte

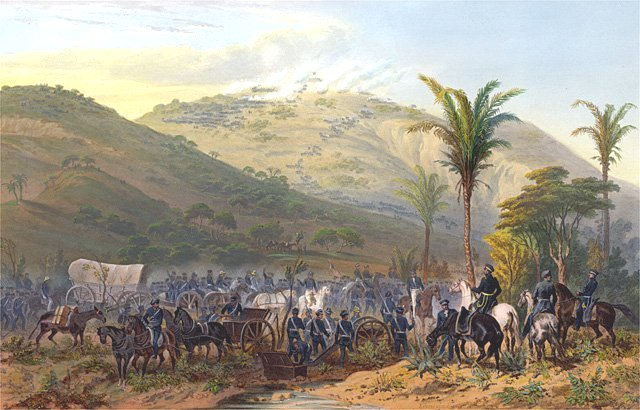
Schlacht von Cerro Gordo

Das Cerro Gordo County wurde 1851 gebildet und nach einem Schlachtfeld im Mexikanisch-Amerikanischen Krieg benannt, bei der General Winfield Scott den mexikanischen General Santa Ana am 18. April 1847 besiegte.
1851 kamen die ersten weißen Siedler in das Gebiet des heutigen County und ließen sich am Clear Lake nieder. Vier Jahre später, am 7. August 1855 wurden die ersten Wahlen abgehalten und die erste Gerichtsverhandlung fand 1857 statt. Im Sommer des gleichen Jahres wurde Livonia zur neuen Bezirkshauptstadt gewählt.
1858 wurde der Sitz wieder nach Mason City zurück verlegt. 1866 wurde für 600 USD das erste Gerichtsgebäude aus Stein errichtet, das bis 1900 benutzt wurde. Das heute noch benutzte Gerichtsgebäude wurde am 17. November 1960 in Betrieb genommen und 1999 durch einen ersten Anbau für das Büro des Sheriffs und 2000 durch einen weiteren Anbau für Gefangene erweitert.

## Bevölkerung
Nach der Volkszählung im Jahr 2010 lebten im Cerro Gordo County 44.151 Menschen in 19.399 Haushalten. Die Bevölkerungsdichte betrug 30 Einwohner pro Quadratkilometer. In den 19.399 Haushalten lebten statistisch je 2,20 Personen.
Ethnisch betrachtet setzte sich die Bevölkerung zusammen aus 95,0 Prozent Weißen, 1,3 Prozent Afroamerikanern, 0,2 Prozent amerikanischen Ureinwohnern, 0,9 Prozent Asiaten sowie aus anderen ethnischen Gruppen; 1,6 Prozent stammten von zwei oder mehr Ethnien ab. Unabhängig von der ethnischen Zugehörigkeit waren 3,8 Prozent der Bevölkerung spanischer oder lateinamerikanischer Abstammung.
21,5 Prozent der Bevölkerung waren unter 18 Jahre alt, 60,6 Prozent waren zwischen 18 und 64 und 17,9 Prozent waren 65 Jahre oder älter. 51,2 Prozent der Bevölkerung war weiblich.
Das jährliche Durchschnittseinkommen eines Haushalts lag bei 44.494 USD. Das Prokopfeinkommen betrug 25.332 USD. 10,6 Prozent der Einwohner lebten unterhalb der Armutsgrenze.

## Ortschaften im Cerro Gordo County
Citys
| - Clear Lake - Dougherty - Mason City - Meservey | - Nora Springs1 - Plymouth - Rock Falls - Rockwell | - Swaledale - Thornton - Ventura |

Census-designated places (CDP)
- Burchinal
- Portland

Andere Unincorporated Communities
| - Cartersville - Central Heights - Emery | - Freeman - Hanford - Winnebago Heights |

1 – teilweise im Floyd County

## Gliederung
Das Cerro Gordo County ist in 16 Townships eingeteilt:
| Township            | Einwohner (2010) | FIPS     |
| ------------------- | ---------------- | -------- |
| Bath Township       | 281              | 19-90135 |
| Clear Lake Township | 1483             | 19-90721 |
| Dougherty Township  | 228              | 19-91017 |
| Falls Township      | 993              | 19-91308 |
| Geneseo Township    | 1223             | 19-91551 |
| Grant Township      | 347              | 19-91641 |
| Grimes Township     | 830              | 19-91773 |
| Lake Township       | 338              | 19-92346 |

| Township                 | Einwohner (2010) | FIPS     |
| ------------------------ | ---------------- | -------- |
| Lime Creek Township      | 519              | 19-92508 |
| Lincoln Township         | 254              | 19-92538 |
| Mason Township           | 342              | 19-92886 |
| Mount Vernon Township    | 303              | 19-93042 |
| Owen Township            | 259              | 19-93246 |
| Pleasant Valley Township | 440              | 19-93408 |
| Portland Township        | 295              | 19-93456 |
| Union Township           | 160              | 19-94188 |

Die Städte Clear Lake und Mason City sind keiner Township angehörig.